# Liste d'élections en 1964
Chronologie des élections
- 1960
- 1961
- 1962
- 1963
- 1964
- 1965
- 1966
- 1967
- 1968

Cette liste recense les élections organisées durant l'année 1964. Elle inclut les élections législatives et présidentielles nationales dans les États souverains, ainsi que les principaux référendums.
Parmi les États démocratiques indépendants, le Royaume-Uni est le seul à connaître une alternance au pouvoir cette année. Après douze ans dans l'opposition, le Parti travailliste remporte une majorité absolue des sièges à la Chambre des communes lors des élections du mois d'octobre, devançant le Parti conservateur. Harold Wilson devient premier ministre. Cette même année, dans l'Empire britannique, des élections démocratiques en Rhodésie du Nord (janvier) et en Guyane britannique (décembre) dotent ces deux colonies des gouvernements qui les mèneront à l'indépendance. En Rhodésie du Sud à l'inverse, le gouvernement des colons blancs défie le Royaume-Uni en organisant en novembre un référendum d'indépendance illégal, qui maintient la minorité blanche au pouvoir. La Rhodésie du Sud se retrouve isolée sur la scène internationale.
En Grèce, les élections en février confèrent une majorité parlementaire stable au gouvernement centriste minoritaire du premier ministre Geórgios Papandréou. Le pays sombre néanmoins dans l'instabilité puis dans la dictature à partir de l'année suivante.
La plupart des jeunes États indépendants d'Afrique qui organisent des élections en 1964 ont adopté un système politique à parti unique, où le résultat des élections est connu d'avance. C'est le cas en Centrafrique (janvier et mars), au Dahomey (janvier), au Mali (juin), en Algérie (septembre) et en Tunisie (novembre). Il en va de même en Égypte (en mars). Au Gabon et au Cameroun (avril), ainsi qu'au Nigéria (décembre), les partis d'opposition sont tolérés, mais les élections sont entachées de fraudes ou d'actes d'intimidation des opposants.
Des élections à parti unique, ou à coalition unique dominée par un parti communiste, se déroulent par ailleurs dans des États du bloc de l'Est : au Viêt Nam du Nord en avril, et en Tchécoslovaquie en juin. 

## Par mois

### Janvier
| Date             | Pays                      | Élections      | Contexte | Résultats |
| ---------------- | ------------------------- | -------------- | --- | --- |
| 5 janvier        | Dahomey                   | Référendum     | À la suite du coup d'État d'octobre 1963, les citoyens sont invités à approuver une nouvelle Constitution. Celle-ci introduirait notamment un régime présidentiel.                                                                                  | La proposition de Constitution est approuvée officiellement par 99,8 % des votants. Des élections législatives ont lieu le 19 janvier. |
| 5 janvier        | République centrafricaine | Présidentielle | Première élection présidentielle après l'indépendance du pays en 1960. La Centrafrique en 1964 est un État à parti unique. Les citoyens sont invités à voter pour ou contre le candidat unique : l'élection prend la forme d'un plébiscite.         | Le président en poste David Dacko (Mouvement d'évolution sociale de l'Afrique noire : progressiste) remporte l'élection avec officiellement 99,97 % de suffrages favorables. Des élections législatives ont lieu en mars.                         |
| 19 janvier       | Dahomey                   | Législatives   | À la suite du coup d'État d'octobre 1963, le nouveau Parti démocratique a remplacé le Parti de l'unité comme seul parti autorisé. Le Dahomey est donc un État à parti unique.                                                                       | Seul parti autorisé à présenter des candidats, le Parti démocratique remporte automatiquement tous les sièges. Justin Ahomadegbé devient premier ministre.                                                                                        |
| 20 et 21 janvier | Rhodésie du Nord          | Législatives   | Ces élections préparent l'indépendance de cette colonie britannique. Dix sièges sur soixante-quinze sont réservés à la minorité blanche de la population.                                                                                           | Le Parti national unifié pour l'indépendance (socialisme africain) remporte la majorité absolue des sièges. Kenneth Kaunda devient premier ministre, et mène le pays à l'indépendance le 24 octobre. La Rhodésie du Nord devient alors la Zambie. |
| 31 janvier       | Ghana                     | Référendum     | Les citoyens sont invités à approuver des propositions d'amendements constitutionnels conférant au président de la République, Kwame Nkrumah, quasiment les pleins pouvoirs, et instituant un régime de parti unique. Les résultats sont falsifiés. | Les propositions sont officiellement approuvées par 99,9 % des votants. Kwame Nkrumah instaure un régime dictatorial, avec le Parti de la convention populaire (socialisme africain, panafricanisme) pour seul parti autorisé.                    |

### Février
| Date       | Pays  | Élections    | Contexte                                                                                       | Résultats |
| ---------- | ----- | ------------ | ---------------------------------------------------------------------------------------------- | --- |
| 16 février | Grèce | Législatives | Élections anticipées, les précédentes en novembre 1963 n'ayant pas produit de majorité claire. | L'Union du centre (vénizéliste, libérale, centriste), qui disposait d'une majorité relative des sièges, remporte cette fois une majorité absolue. Geórgios Papandréou (Union du centre) demeure premier ministre. Il démissionne en juillet 1965, à la suite du refus du nouveau roi Constantin II de le nommer également ministre de la Défense. S'ensuivent plusieurs gouvernements dans une atmosphère d'instabilité politique, puis un coup d'État militaire en 1967 et le début de la dictature des colonels. |

### Mars
| Date             | Pays                      | Élections    | Contexte | Résultats |
| ---------------- | ------------------------- | ------------ | --- | --- |
| 8 mars           | Salvador                  | Législatives | Le Salvador à cette date est une dictature militaire. Une opposition politique chrétienne-démocrate est toutefois autorisée. | Le Parti de la conciliation nationale (droite, parti lié à la dictature militaire), qui disposait jusque-là de la totalité des sièges, en conserve plus de 60 %. La plupart des autres reviennent au Parti démocrate-chrétien. |
| 18 mars          | Colombie                  | Législatives | C'est la période du Front national. Cet accord, qui a mis fin à la guerre civile, octroie par avance la moitié des sièges au Parti conservateur, et la moitié au Parti libéral. Les autres partis (notamment le Parti communiste) ne sont plus autorisés à participer aux élections, à moins de pouvoir présenter des candidats sous l'étiquette d'un des deux grands partis. Les élections deviennent une compétition entre les différentes factions des deux partis qui se partagent le pouvoir. | Comme prévu par l'accord, les conservateurs et les libéraux conservent chacun la moitié des sièges dans les deux chambres. |
| 15 mars          | République centrafricaine | Législatives | Premières élections législatives depuis l'indépendance du pays en 1960 ; les précédentes avaient eu lieu en 1959. Ce scrutin fait suite à l'élection présidentielle de janvier. La Centrafrique en 1964 est un État à parti unique. Les citoyens sont invités à voter pour ou contre les candidats du parti. | Le parti Mouvement d'évolution sociale de l'Afrique noire (progressiste) conserve la totalité des sièges, avec officiellement 98,96 % de suffrages favorables.                                                                 |
| 10 et 19 mars    | République arabe unie     | Législatives | La République arabe unie (Égypte) est un État à parti unique. Les citoyens sont invités à départager les multiples candidats qui se présentent, mais tous sont membres du même parti. L'élection se déroule en deux tours. | L'Union socialiste arabe (nassérisme, socialisme arabe) remporte mécaniquement tous les sièges. Ali Sabri demeure premier ministre.                                                                                            |
| 23 mars ou avant | Égypte                    | Législatives | En mars 1964, une nouvelle Constitution provisoire est proclamée, donnant naissance à une Assemblée nationale composée de 350 membres élus, dont la moitié au moins d'ouvriers et d'agriculteurs, en réaction aux lois socialistes de juillet 1961 et à 10 membres nommés par le président de la République. République. Cette Assemblée a duré du 26 mars 1964 au 12 novembre 1968, cf Wikipedia 'History_of_the_Egyptian_parliament'.                                                            | . |
| 30 mars          | Somalie                   | Législatives | | La Ligue de la jeunesse somalie conserve la majorité absolue des sièges. Abdirashid Ali Shermarke demeure premier ministre. |

### Avril
| Date     | Pays             | Élections    | Contexte | Résultats |
| -------- | ---------------- | ------------ | --- | --- |
| 4 avril  | Samoa            | Législatives | Premières élections après l'indépendance du pays en 1962. Il n'existe pas de partis politiques à cette date. Seuls les matai (chefs de famille autochtones) et les citoyens d'origine étrangère ou métis ont le droit de vote. | Tous les députés sont élus sans étiquette. Fiame Mata'afa Faumuina Mulinu'u II demeure premier ministre. |
| 12 avril | Gabon            | Législatives | Les partisans de l'opposition sont soumis à la censure et à des actes d'intimidation. Le scrutin est par ailleurs entaché de corruption. Les élections font suite à une tentative de coup d'État militaire en février, empêchée par une intervention militaire française en soutien au gouvernement. | Le Parti démocratique (conservateur) conserve la majorité absolue des sièges. |
| 24 avril | Cameroun         | Législatives | Ces élections sont entachées d'importantes irrégularités. | L'Union camerounaise (francophone) conserve une large majorité absolue des sièges. Charles Assalé (UC) demeure premier ministre du Cameroun oriental (francophone), tandis que John Ngu Foncha (Parti démocratique national) demeure premier ministre du Cameroun occidental (anglophone). (Il n'y a pas de premier ministre fédéral.) |
| 25 avril | Malaisie         | Législatives | | Le Parti de l'alliance (droite) conserve la majorité absolue des sièges. Tunku Abdul Rahman demeure premier ministre. |
| 26 avril | Viêt Nam du Nord | Législatives | Seules les organisations membres du Front de la Patrie (lié au Parti communiste) peuvent présenter des candidats. | Les candidats sélectionnés par le Front conservent mécaniquement tous les sièges. Phạm Văn Đồng (Parti communiste) demeure premier ministre. |
| 28 avril | Nyassaland       | Législatives | Ces élections préparent cette colonie britannique à l'indépendance. Trois sièges sur cinquante-trois sont réservés à la minorité blanche. Finalement, seuls deux partis présentent des candidats : le Parti du congrès malawite (conservateur) dans les circonscriptions noires uniquement, et le Parti constitutionnel du Nyassaland (conservateur) dans les circonscriptions blanches uniquement. En l'absence de toute opposition, les candidats sont tous déclarés élus sans élection. | Le Parti du congrès malawite remporte ainsi la quasi-totalité des sièges. Hastings Banda demeure premier ministre et mène le pays à l'indépendance le 6 juillet. Le Nyassaland devient le Malawi. |

### Mai
| Date             | Pays      | Élections                      | Contexte | Résultats |
| ---------------- | --------- | ------------------------------ | --- | --- |
| 5 avril au 3 mai | Liban     | Législatives                   | | La très grande majorité des sièges sont remportés par des candidats sans étiquette. Hussein Oueini demeure premier ministre. |
| 2 au 4 mai       | Malte     | Référendum                     | Les citoyens sont invités à approuver une nouvelle Constitution qui ferait de cette colonie britannique un État indépendant.                                                                                          | La proposition est approuvée par 54,5 % des votants. Malte accède à l'indépendance le 21 septembre. |
| 10 mai           | Panama    | Législatives et présidentielle | | Parlement sans majorité. L'Union nationale d'opposition (alliance de partis libéraux et conservateurs et qui, malgré son nom, est au pouvoir) perd sa majorité absolue des sièges, tout en conservant la majorité relative. Marco Aurelio Robles, ministre de la Justice sortant et candidat de cette alliance, est élu président avec 41,3 % des voix, devant six autres candidats. |
| 24 mai           | Guatemala | Législatives                   | Élection d'une assemblée constituante. Le pays à cette date est une dictature militaire, en guerre civile. Seuls un quart des membres de l'assemblée sont élus par les citoyens, les autres étant nommés par l'armée. | Le Mouvement de libération nationale (droite à extrême-droite, agrarien, conservateur, libéral sur le plan économique ; parti de la junte) et le Parti révolutionnaire (centre-gauche) obtiennent chacun la moitié de la minorité de sièges pourvus aux élus. |
| 31 mai           | Bolivie   | Législatives et présidentielle | | Le Mouvement nationaliste révolutionnaire (centre-gauche) conserve une large majorité absolue des sièges dans les deux chambres du Congrès. Seul candidat à l'élection présidentielle, Víctor Paz Estenssoro (MNR) est réélu avec 97,9 % des suffrages (quelques dizaines de milliers de voix s'étant portées sur d'autres partis qui ne présentaient toutefois pas de candidat). En novembre, le président Paz est renversé lors d'un coup d'État militaire, marquant le début de près de vingt ans de dictature. |

### Juin
| Date                                 | Pays            | Élections    | Contexte | Résultats |
| ------------------------------------ | --------------- | ------------ | --- | --- |
| 7 juin                               | Luxembourg      | Législatives | | Parlement sans majorité. Le Parti populaire chrétien-social (chrétien-démocrate) conserve la majorité relative des sièges, devançant d'un seul siège le Parti ouvrier socialiste (centre-gauche à gauche). Pierre Werner (PPCS) demeure premier ministre, à la tête d'un gouvernement de coalition avec le Parti démocratique (libéral, centre-droit). |
| 12 juin                              | Mali            | Législatives | Le Mali à cette date est un État à parti unique. Les citoyens sont invités à approuver une liste unique de candidats présentés par le gouvernement. Premières élections législatives depuis l'indépendance du pays en 1960. Les précédentes avaient eu lieu en 1959.                              | Les candidats du parti Union soudanaise-Rassemblement démocratique africain (panafricaniste) sont approuvés officiellement par 99,0 % des votants. Modibo Keïta, président de la République, demeure son propre premier ministre. |
| 12 juin                              | Haïti           | Référendum   | La population est appelée à approuver une nouvelle Constitution faisant de François Duvalier le président du pays à vie, lui permettant de nommer son successeur, et changeant le drapeau national. Les bulletins sont pré-remplis en faveur du « oui », et de très importantes fraudes ont lieu. | La nouvelle Constitution est approuvée officiellement par 99,9 % des votants. |
| 14 juin                              | Tchécoslovaquie | Législatives | La Tchécoslovaquie à cette date est un État à coalition unique. Tous les partis autorisés sont membres du Front national, dominé par le Parti communiste. | Les candidats du Front sont approuvés officiellement par 99,9 % des votants. Le Parti communiste détient un peu moins de la moitié des sièges, les autres revenant à des partis (ou à des élus sans étiquette) qui lui sont subordonnés. Jozef Lenárt (communiste) demeure premier ministre. |
| 17 juin et entre le 23 et le 25 juin | Swaziland       | Législatives | Elections du Conseil législatif du Swaziland ouvertes aux swazis, a priori masculins cf wikipedia ‘1964_Swazi_general_election’ | Cinq partis participent. Le scrutin comporte deux listes, une liste européenne qui élit quatre européens le 17 juin, une liste nationale qui élit huit ‘sièges libres’ africains et quatre ‘sièges réservés’ européens entre le 23 et le 25 juin . Les 8 derniers sièges sont élus par les Conseils traditionnels ou Tinkhundla . Quatre autres sièges, enfin, sont nommés par le Commissaire britannique. Selon l’historien RP. Stevens, la formule « 30-30-30 » est considérée par les « Swazi politiquement conscients » et « une poignée de blancs libéraux » comme un « moyen de perpétuer les privilèges d’une aristocratie conservatrice Swazi et de la communauté blanche immigrante d’Afrique du Sud ». Grâce à 85 % des suffrages, 79 683 voix sur 93 274, le Mouvement national Imbokodvo (INM) proche du roi Sobhuza II, gagne les 8 sièges de la liste nationale. L’INM contrôle également les huit sièges du système traditionnel, et un siège européen, ce qui lui donne une majorité de 17 sièges sur 28. |

### Juillet
| Date                  | Pays                             | Élections                      | Contexte | Résultats |
| --------------------- | -------------------------------- | ------------------------------ | --- | --- |
| 5 juillet             | Mexique                          | Législatives et présidentielle | | Le Parti révolutionnaire institutionnel (corporatiste, centriste) conserve la très large majorité des sièges à la Chambre des députés et la totalité des sièges au Sénat. Gustavo Díaz Ordaz (PRI) est élu président avec 88,8 % des voix, face à José González Torres (Parti action nationale : centre-droit à droite). |
| 25 juin au 10 juillet | République du Congo-Léopoldville | Référendum                     | Les citoyens sont invités à approuver un projet de nouvelle Constitution qui introduirait un régime présidentiel, accroîtrait le nombre de provinces, renforcerait la nature fédérale de l'État et changerait le nom du pays. | La proposition de Constitution est approuvée par 90,8 % des votants. Le pays devient la République démocratique du Congo. |

### Août
Il n'y a pas d'élection nationale en août 1964.

### Septembre
| Date         | Pays        | Élections      | Contexte | Résultats |
| ------------ | ----------- | -------------- | --- | --- |
| 4 septembre  | Chili       | Présidentielle | La Central Intelligence Agency américaine interfère de manière significative dans cette élection, par le biais de financements et de propagande, pour soutenir le candidat chrétien-démocrate Eduardo Frei Montalva et barrer la route au candidat socialiste Salvador Allende. Le président sortant Jorge Alessandri (libéral-conservateur sans étiquette) ne se représente pas. | Eduardo Frei Montalva (Parti démocrate-chrétien : centre-droit, catholicisme social) est élu avec 56,1 % des suffrages, devant deux autres candidats. Salvador Allende (Parti socialiste) arrive deuxième, avec 38,9 %. |
| 13 septembre | Saint-Marin | Législatives   | | Parlement sans majorité. Le Parti démocrate-chrétien conserve sa majorité relative des sièges. |
| 20 septembre | Algérie     | Législatives   | L'Algérie à cette date est un État à parti unique. Les citoyens sont appelés à approuver les candidats du parti. | Le Front de libération nationale (socialiste) conserve l'ensemble des sièges, avec officiellement un taux d'approbation de 87,0 %.                                                                                      |
| 20 septembre | Suède       | Législatives   | | Parlement sans majorité. Les Sociaux-démocrates (centre-gauche) conservent leur majorité relative des sièges. Tage Erlander (Social-démocrate) demeure premier ministre.                                                |
| 22 septembre | Danemark    | Législatives   | | Parlement sans majorité. Les Sociaux-démocrates (centre-gauche) conservent leur majorité relative des sièges. Jens Otto Krag (Social-démocrate) demeure premier ministre.                                               |

### Octobre
| Date       | Pays        | Élections    | Contexte | Résultats |
| ---------- | ----------- | ------------ | --- | --- |
| 10 octobre | Libye       | Législatives | Les partis politiques ont été interdits par le roi Idris en 1963. Tous les candidats se présentent donc sans étiquette. | Mahmoud al-Montasser demeure premier ministre à l'issue du scrutin. Les bons résultats obtenus par l'opposition amènent néanmoins le roi à dissoudre l'assemblée l'année suivante et à convoquer de nouvelles élections, frauduleuses. |
| 15 octobre | Royaume-Uni | Législatives | | Alternance. Le Parti travailliste (centre-gauche à gauche) remporte une majorité absolue des sièges. Harold Wilson devient premier ministre.                                                                                           |

### Novembre
| Date       | Pays            | Élections                      | Contexte | Résultats |
| ---------- | --------------- | ------------------------------ | --- | --- |
| 3 novembre | États-Unis      | Législatives et présidentielle | | Le Parti démocrate (centre-gauche) accroît sa majorité absolue des sièges au Congrès, atteignant la majorité des deux-tiers à la fois à la Chambre des représentants et au Sénat. Lyndon B. Johnson (démocrate) est réélu président avec 61,1 % des suffrages populaires et 90,3 % des voix des grands électeurs, face à Barry Goldwater (Parti républicain : droite). |
| 5 novembre | Rhodésie du Sud | Référendum                     | La Rhodésie du Sud à cette date est une colonie britannique autonome, où l'essentiel du pouvoir politique est réservé à la minorité blanche. Le suffrage censitaire s'applique, bien que les personnes pauvres mais éduquées aient également le droit de vote. Ces mesures visent à priver la plupart des noirs du droit de voter. Organisé par le gouvernement sud-rhodésien sans l'accord du gouvernement britannique, le référendum invite les citoyens à approuver la proposition d'indépendance unilatérale du pays. | La proposition est approuvée par 90,5 % des votants. Le gouvernement déclare unilatéralement l'indépendance de la Rhodésie du Sud un an plus tard, le 11 novembre 1965. Son indépendance n'est reconnue ni par le Royaume-Uni, ni par l'Organisation des nations unies, en raison de l'absence de droits politiques accordés à la majorité noire de la population.     |
| 8 novembre | Tunisie         | Législatives et présidentielle | La Tunisie à cette date est un État à parti unique. | Seul parti autorisé, le Parti socialiste destourien conserve la totalité des sièges à la Chambre des députés. Le président Habib Bourguiba est réélu avec 96,7 % de suffrages favorables. |

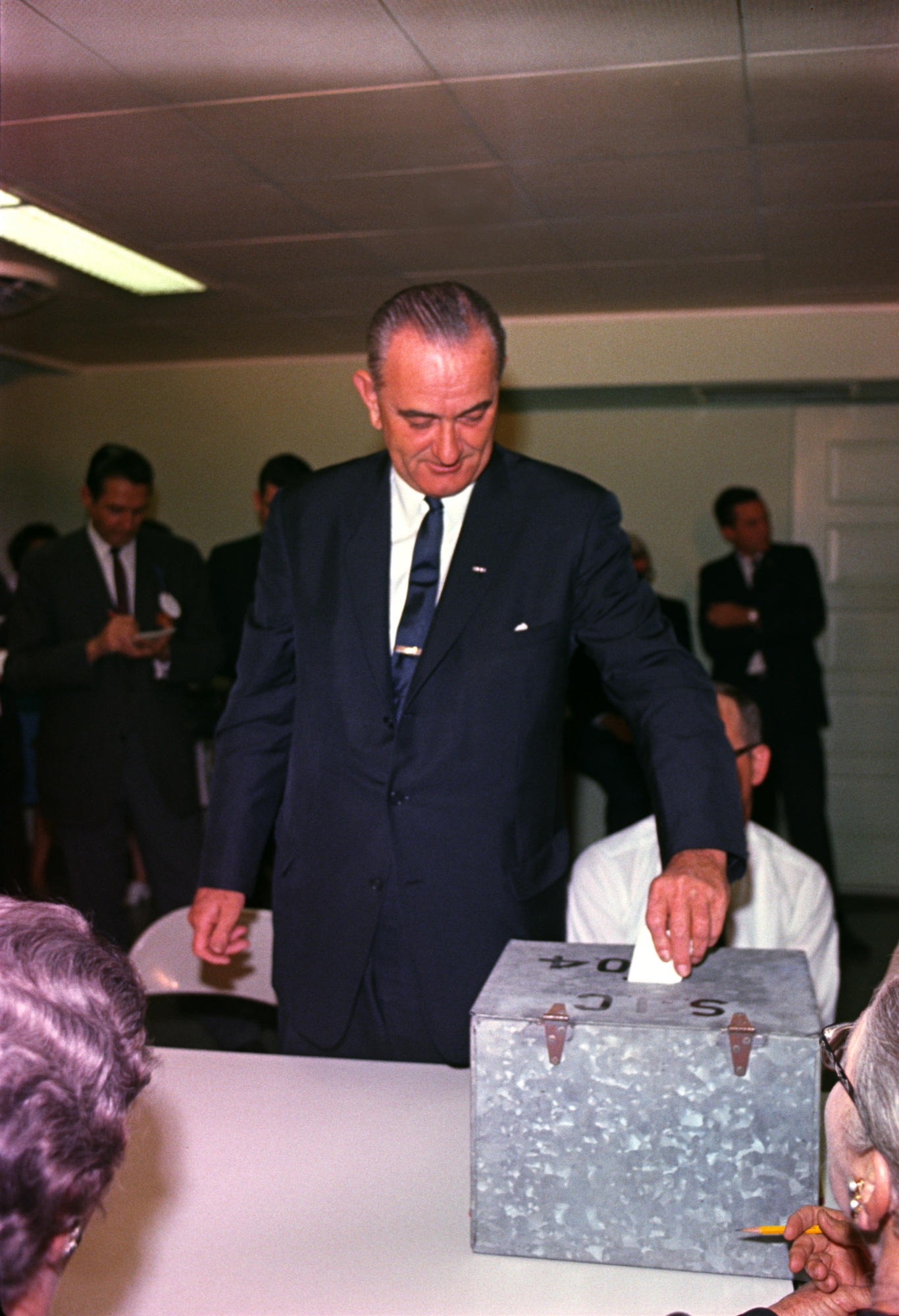
Le président américain Lyndon Johnson votant lors de l'élection présidentielle du mois de novembre.

### Décembre
| Date                        | Pays               | Élections    | Contexte | Résultats |
| --------------------------- | ------------------ | ------------ | --- | --- |
| 7 décembre                  | Guyane britannique | Législatives | Ces élections préparent cette colonie britannique à l'indépendance.                                                                                          | Assemblée sans majorité. Alternance. Le Parti progressiste populaire (marxiste-léniniste, principalement soutenu par la communauté indo-guyanienne) perd sa majorité absolue des sièges, mais conserve la majorité relative. Les partis Congrès national populaire (socialiste, principalement soutenu par la communauté afro-guyanienne) et Front unifié (conservateur, principalement soutenu par les communautés amérindiennes et luso-guyanienne) parviennent à forger une coalition majoritaire. Forbes Burnham (CNP) devient premier ministre, et mène le pays à l'indépendance en 1966. |
| 30 décembre et 18 mars 1965 | Nigeria            | Législatives | Premières élections après l'indépendance du pays en 1960 ; les précédentes avaient eu lieu en 1959. Ces élections sont entachées de violences et de fraudes. | Le parti Congrès du peuple du nord, qui disposait d'une majorité relative des sièges, remporte cette fois la majorité absolue. Il s'appuie néanmoins sur une large alliance de partis. Abubakar Balewa (CPN) demeure premier ministre. |